# Dextrothyroxine
Dextrothyroxine (tên thương mại Choloxin) đã thấy nghiên cứu là một loại thuốc giảm cholesterol  nhưng đã bị kéo do tác dụng phụ của tim. Nó cũng làm tăng lipase gan từ đó cải thiện việc sử dụng triglyceride, cải thiện các hạt cholesterol apolipoprotein E.